# EC 1.97.1
La EC 1.97.1 è una sotto-sottoclasse della classificazione EC relativa agli enzimi. Si tratta di una sottoclasse delle ossidoreduttasi che include enzimi che non sono stati classificati in altre sottoclassi della EC 1.

## Enzimi appartenenti alla sotto-sottoclasse
| numero EC    | nome accettato                                 |
| ------------ | ---------------------------------------------- |
| EC 1.97.1.1  | clorato reduttasi                              |
| EC 1.97.1.2  | pirogallolo idrossitrasferasi                  |
| EC 1.97.1.3  | zolfo reduttasi                                |
| EC 1.97.1.4  | enzima attivante la formato-C-acetiltrasferasi |
| EC 1.97.1.8  | tetracloroetene dealogenasi riduttiva          |
| EC 1.97.1.9  | selenato reduttasi                             |
| EC 1.97.1.10 | tiroxina 5'-deiodinasi                         |
| EC 1.97.1.11 | tiroxina 5-deiodinasi                          |